# Килберн, Уэлдон
Уэлдон Килберн (англ. Weldon Kilburn; 9 сентября 1906 — 6 марта 1986) — канадский пианист и музыкальный педагог.
Учился в Эдмонтоне, с 1926 г. в Торонто, где его учителями были, в частности, Вигго Киль, Норман Уилкс и Хили Уиллен. Служил органистом и хормейстером в торонтской церкви Святого Альбана. С 1930 г. начал преподавать в Торонтской консерватории фортепиано и вокал. Наиболее существенным достижением Килберна стала его работа (начиная с 1936 г.) с Лоис Маршалл — сперва педагогическая, а затем аккомпаниаторская (кроме того, в 1968—1971 г. Килберн был её мужем). После мирового гастрольного тура вместе с Маршалл в 1960 г. Килберн ушёл из консерватории и основал собственную музыкальную школу.